# Hermann Schmitt (Lehrer)
Hermann Schmitt (* 29. August 1888 in Horchheim bei Worms; † 14. Oktober 1974 in Worms) war ein deutscher Gymnasiallehrer, rheinhessischer Kirchenhistoriker und Heimatforscher.

## Leben
Hermann Schmitt besuchte das Gymnasium in Mainz, wo Heinrich Schrohe sein Lehrer war. Das Studium der Klassischen Philologie und Geschichte beendete Hermann Schmitt 1913 in Gießen mit der Promotion. Nach Kriegsdienst und Gefangenschaft wurde Schmitt 1919 Lehrer am Gymnasium in Worms. Wegen Kritik am Nationalsozialismus wurde er 1933 an das Gymnasium in Mainz versetzt. Seit 1942 unterrichtete Schmitt an der Oberschule für Jungen in Rüsselsheim. 1945 kehrte er als neuer Direktor an das Wormser Gymnasium zurück. Er gehörte 1947 zu den Gründungsmitgliedern der Gesellschaft für mittelrheinische Kirchengeschichte. Seit 1953 war er im Ruhestand, er verstarb im Jahr 1974.
Hermann Schmitt widmete sich besonders der Geschichte des ehemaligen Bistums Worms. Neben biographischen Beiträgen über Wormser Bischöfe, Weihbischöfe und Pfarrer veröffentlichte er u. a. zwei Untersuchungen zur Geschichte einzelner Pfarreien. Aus seiner Feder stammen außerdem eine Geschichte des Mainzer Gymnasiums und eine Geschichte der Dörfer Horchheim, Weinsheim und Wiesoppenheim bei Worms. Sein Nachlass befindet sich im  Dom- und Diözesanarchiv in Mainz.

## Veröffentlichungen (Auswahl)
Eine vollständige Zusammenstellung findet sich bei Joachim Schalk: Veröffentlichungen von Hermann Schmitt. In: Archiv für mittelrheinische Kirchengeschichte 27, 1975, S. 260–264.
- Geschichte von Horchheim, Weinsheim und Wies-Oppenheim. Worms 1910.
- Wormser Bruderschaften. In: Wormatia sacra. Beiträge zur Geschichte des ehemaligen Bistums Worms. Worms 1925, S. 61–69.
- Die Patrocinien der Kirchen und Kapellen im ehemaligen Bistum Worms. In: Wormatia sacra. Beiträge zur Geschichte des ehemaligen Bistums Worms. Worms 1925. S. 101–120.
- Das Mainzer Gymnasium. Bausteine zu seiner 375jährigen Geschichte (1561–1936). Mainzer Verlags-Anstalt, Mainz 1937.
- Liebfrauen in Worms. Stift und Kirche nach einem Visitationsprotokoll von 1718/19. In: Der Wormsgau. Bd. 3 Heft 7, 1958, S. 433–452.
- Hermann Schmitt: Pontifikalhandlungen der Wormser Weihbischöfe an Kirchen, Altären, Glocken, Kulturgeräten (1716–96). In: Archiv für mittelrheinische Kirchengeschichte Jg. 10 (1958) S. 299–337. online
- Christian Albert Anton von Merle aus Wetzlar, Weihbischof von Worms (1734-65). In: Archiv für mittelrheinische Kirchengeschichte Jg. 16 (1964) S. 200–248
- Heiligkreuz in Horchheim bei Worms. Pfarrer und Pfarrei im 18. Jahrhundert. In: Archiv für mittelrheinische Kirchengeschichte Jg. 17 (1965) S. 294–333 (= Teil I) und Jg. 18 (1966) S. 329–365 (= Teil II).
- Die Pfarreien St. Amandus (bis 1802) und Liebfrauen (1803–1811) in der nördlichen Vorstadt von Worms. In: Archiv für mittelrheinische Kirchengeschichte Jg. 24 (1972) S. 27–66.
- mit Joachim Schalk: Eine Visitation der Wormser Stifte im Jahre 1669. In: Der Wormsgau 15, 1987/91, S. 45–58.